# Jānis Andriksons
Jānis Valentīns Andriksons (* 31. März 1912 in Vecpiebalga; † 22. September 1967 in Noranda) war ein lettischer Eisschnellläufer.
Andriksons nahm an der Mehrkampf-Weltmeisterschaft 1934 in Helsinki und der Mehrkampf-Weltmeisterschaft 1936 in Davos teil, die er aber vorzeitig beendete. Im Jahr 1935 siegte er bei den Studentenweltmeisterschaften in St. Moritz über 10.000 m und im Mehrkampf. Bei den Olympischen Winterspielen 1936 in Garmisch-Partenkirchen belegte er den 30. Platz über 5000 m, den 23. Rang über 1500 m und den 16. Platz über 500 m. Zudem wurde 1933 und 1934 lettischer Meister im Mehrkampf. Nach dem Zweiten Weltkrieg zog er nach Kanada und war dort als Bergbauingenieur tätig.

## Persönliche Bestleistungen
| Disziplin | Zeit        | Datum           | Ort        |
| --------- | ----------- | --------------- | ---------- |
| 500 m     | 45,0 s      | 1. Februar 1936 | Davos      |
| 1000 m    | 1:33,0 min  | 7. Februar 1935 | St. Moritz |
| 1500 m    | 2:28,0 min  | 2. Februar 1935 | Davos      |
| 5000 m    | 9:09,8 min  | 2. Februar 1935 | Davos      |
| 10.000 m  | 18:33,0 min | 7. Februar 1935 | St. Moritz |